# Virslīga 2012
Die Virslīga 2012 war die 21. Spielzeit der höchsten lettischen Fußball-Spielklasse der Herren seit deren Neugründung im Jahr 1992. Sie wurde vom Lettischen Fußballverband ausgetragen. Die Spielzeit begann am 24. März 2012 und endete am 10. November 2012. Titelverteidiger war der FK Ventspils, der im Vorjahr zum vierten Mal in der Klubgeschichte Lettischer Meister wurde.
Lettischer Meister 2012 wurde erstmals der FC Daugava Daugavpils.

## Modus
Die Liga wurde in diesem Jahr wieder mit zehn Mannschaften ausgetragen. Dies entschied der Lettische Fußballverband auf einer Tagung am 9. Dezember 2011. Aufsteiger aus der 1. līga sind der FS Metta/Latvijas Universitāte und der FK Spartaks Jūrmala. Der FK Jūrmala-VV änderte seinen Namen in FK Daugava Riga. Die Meisterschaft wurde in einer regulären Spielzeit in zwei Hin- und zwei Rückrundenspielen ausgetragen. Jedes Team trat dabei vier Mal gegen jede andere Mannschaft an. Der FK Ventspils als Titelverteidiger siegte in seinem ersten Spiel gegen den Liganeuling FK Spartaks mit 3:2. Der Tabellenletzte FB Gulbene stieg in die zweitklassige 1. līga ab, der Neuntplatzierte FK Daugava Riga spielte in der Relegation gegen den BFC Daugavpils.

## Vereine
| Verein                         | Stadt      | Stadion                      | Kapazität |
| ------------------------------ | ---------- | ---------------------------- | --------- |
| FB Gulbene                     | Gulbene    | Gulbenes-Stadion             | 3.000     |
| FC Daugava Daugavpils          | Daugavpils | Daugava-Stadion              | 4.100     |
| FC Jūrmala                     | Jūrmala    | Slokas-Stadion               | 2.000     |
| FK Daugava Riga                | Riga       | Daugava-Stadion              | 5.000     |
| FK Jelgava                     | Jelgava    | Ozolnieku-Stadion            | 2.200     |
| FK Liepājas Metalurgs          | Liepāja    | Daugava-Stadion              | 5.000     |
| FK Spartaks Jūrmala            | Jūrmala    | Slokas-Stadion               | 2.000     |
| FK Ventspils                   | Ventspils  | Olimpiskais Centrs Ventspils | 3.200     |
| FS Metta/Latvijas Universitāte | Riga       | Arkādija-Stadion             | 0.250     |
| Skonto Riga                    | Riga       | Skonto-Stadion               | 9.000     |

## Abschlusstabelle
| Pl. | Verein                             | Sp. | S  | U  | N  | Tore    | Diff. | Punkte |
| --- | ---------------------------------- | --- | -- | -- | -- | ------- | ----- | ------ |
| 1.  | FC Daugava Daugavpils              | 36  | 23 | 9  | 4  | 064:250 | +39   | 78     |
| 2.  | Skonto Riga (P)                    | 36  | 21 | 11 | 4  | 058:220 | +36   | 74     |
| 3.  | FK Ventspils (M)                   | 36  | 23 | 5  | 8  | 063:220 | +41   | 74     |
| 4.  | FK Liepājas Metalurgs              | 36  | 21 | 7  | 8  | 060:330 | +27   | 70     |
| 5.  | FK Spartaks Jūrmala (N)            | 36  | 13 | 10 | 13 | 061:560 | +5    | 49     |
| 6.  | FC Jūrmala                         | 36  | 10 | 9  | 17 | 047:490 | −2    | 39     |
| 7.  | FK Jelgava                         | 36  | 7  | 10 | 19 | 032:560 | −24   | 31     |
| 8.  | FS Metta/Latvijas Universitāte (N) | 36  | 7  | 8  | 21 | 039:820 | −43   | 29     |
| 9.  | FK Daugava Riga                    | 36  | 5  | 12 | 19 | 042:790 | −37   | 27     |
| 10. | FB Gulbene                         | 36  | 5  | 9  | 22 | 028:700 | −42   | 24     |

| (M) | amtierender Meister     |
| (P) | amtierender Pokalsieger |
| (N) | Neuaufsteiger           |

### Kreuztabelle
Die Kreuztabelle stellt die Ergebnisse aller Spiele dieser Saison dar. Die Heimmannschaft ist in der linken Spalte, die Gastmannschaft in der oberen Zeile aufgelistet. Die Teams spielen jeweils viermal gegeneinander, davon zwei Heim- und zwei Auswärtsspiele, sodass insgesamt 36 Spiele zu absolvieren sind.
| Hinrunde                       | FC Daugava Daugavpils | FB Gulbene | FK Jelgava | FC Jūrmala | FK Daugava Riga | FK Liepājas Metalurgs | FS Metta/Latvijas Universitāte | Skonto Riga | FK Spartaks Jūrmala | FK Ventspils |
| ------------------------------ | --------------------- | ---------- | ---------- | ---------- | --------------- | --------------------- | ------------------------------ | ----------- | ------------------- | ------------ |
| FC Daugava Daugavpils          |                       | 3:0        | 2:0        | 2:0        | 3:1             | 0:0                   | 2:0                            | 1:1         | 1:0                 | 3:0          |
| FB Gulbene                     | 0:2                   |            | 1:2        | 2:0        | 0:0             | 1:1                   | 5:1                            | 0:1         | 0:3                 | 0:5          |
| FK Jelgava                     | 1:2                   | 0:1        |            | 0:2        | 3:4             | 0:2                   | 1:4                            | 1:2         | 1:3                 | 0:2          |
| FC Jūrmala                     | 6:1                   | 2:2        | 0:0        |            | 1:1             | 0:2                   | 0:0                            | 3:3         | 0:1                 | 1:2          |
| FK Daugava Riga                | 0:4                   | 2:2        | 1:0        | 1:1        |                 | 1:3                   | 1:0                            | 1:1         | 1:2                 | 1:4          |
| FK Liepājas Metalurgs          | 2:0                   | 0:1        | 1:1        | 2:0        | 1:0             |                       | 3:2                            | 0:1         | 1:2                 | 0:0          |
| FS Metta/Latvijas Universitāte | 1:1                   | 0:0        | 1:1        | 0:2        | 0:3             | 4:1                   |                                | 1:2         | 2:1                 | 1:6          |
| Skonto Riga                    | 3:0                   | 4:1        | 2:3        | 1:0        | 1:0             | 0:1                   | 5:0                            |             | 1:0                 | 1:0          |
| FK Spartaks Jūrmala            | 2:2                   | 3:1        | 2:0        | 0:0        | 2:2             | 2:2                   | 3:1                            | 2:2         |                     | 2:0          |
| FK Ventspils                   | 1:2                   | 3:0        | 0:1        | 1:1        | 2:0             | 0:3                   | 1:0                            | 0:0         | 3:2                 |              |

| Rückrunde                      | FC Daugava Daugavpils | FB Gulbene | FK Jelgava | FC Jūrmala | FK Daugava Riga | FK Liepājas Metalurgs | FS Metta/Latvijas Universitāte | Skonto Riga | FK Spartaks Jūrmala | FK Ventspils |
| ------------------------------ | --------------------- | ---------- | ---------- | ---------- | --------------- | --------------------- | ------------------------------ | ----------- | ------------------- | ------------ |
| FC Daugava Daugavpils          |                       | 1:0        | 0:0        | 2:0        | 3:0             | 0:0                   | 1:0                            | 0:0         | 3:2                 | 0:0          |
| FB Gulbene                     | 1:3                   |            | 0:1        | 0:1        | 2:1             | 1:3                   | 0:3                            | 0:4         | 0:1                 | 1:2          |
| FK Jelgava                     | 0:2                   | 0:0        |            | 1:3        | 2:2             | 1:2                   | 1:1                            | 1:1         | 3:2                 | 0:1          |
| FC Jūrmala                     | 2:4                   | 4:0        | 3:1        |            | 2:3             | 0:2                   | 3:0                            | 0:0         | 0:3                 | 0:1          |
| FK Daugava Riga                | 0:3                   | 1:1        | 1:2        | 1:2        |                 | 3:3                   | 1:1                            | 1:3         | 2:5                 | 0:4          |
| FK Liepājas Metalurgs          | 1:3                   | 3:1        | 2:0        | 3:2        | 4:0             |                       | 4:1                            | 1:0         | 2:1                 | 1:0          |
| FS Metta/Latvijas Universitāte | 0:5                   | 1:1        | 1:3        | 0:3        | 4:3             | 1:0                   |                                | 1:2         | 3:3                 | 0:2          |
| Skonto Riga                    | 0:0                   | 3:1        | 2:0        | 1:0        | 1:1             | 3:1                   | 5:0                            |             | 0:0                 | 1:0          |
| FK Spartaks Jūrmala            | 0:3                   | 2:2        | 1:1        | 4:2        | 2:2             | 0:3                   | 3:4                            | 0:1         |                     | 0:3          |
| FK Ventspils                   | 1:0                   | 4:0        | 0:0        | 2:1        | 5:0             | 1:0                   | 4:0                            | 1:0         | 2:0                 |              |

## Relegation
Am Ende der regulären Saison trat der Neuntplatzierte der Virslīga, gegen den Viertplatzierten der 1. līga, in der Relegation an.
| Datum             |                 | Ergebnis |                 |
| ----------------- | --------------- | -------- | --------------- |
| 14. November 2012 | FK Daugava Riga | 1:0      | BFC Daugavpils  |
| 18. November 2012 | BFC Daugavpils  | 1:3      | FK Daugava Riga |
| Gesamt:           | FK Daugava Riga | 4:1      | BFC Daugavpils  |

## Torschützenliste
| Pl. | Name              | Team                  | Tore |
| --- | ----------------- | --------------------- | ---- |
| 1.  | Mamuka Ghonghadze | FC Daugava Daugavpils | 18   |
| 2.  | Yosuke Saito      | FB Gulbene            | 15   |
| 3.  | David Cortés      | FK Spartaks Jūrmala   | 12   |
| 3.  | Antons Jemeļins   | FK Spartaks Jūrmala   | 12   |
| 3.  | Daniils Turkovs   | FK Ventspils          | 12   |
| 6.  | Tadas Labukas     | Skonto Riga           | 11   |
| 6.  | Valērijs Šabala   | Skonto Riga           | 11   |